# Paul Claval
Paul Claval (Meudon, 23 de maio de 1932) é um geógrafo francês, considerado um dos maiores geógrafos da atualidade.

## Biografia
Claval é professor na Universidade de Paris-Sorbonne. As suas obras têm sido referência mundial no estudo da geografia e, particularmente no Brasil, contribuído para a discussão de cultura e a disseminação da compreensão das mais diversas formas de manifestações – festejos, como  por exemplo o do boi-bumbá, povos indígenas, ribeirinhos, seringueiros etc. – de modo a permitir uma discussão das problemáticas locais em um período de globalização.
Ao lado do geógrafo Milton Santos, ganhou o prêmio Vautrin Lud, em 1996, equivalente ao prêmio Nobel. Publicou livros em vários idiomas, como por exemplo, “Espaço e Poder”, “Geografia Cultural”, “Princípios de Geografia Social”, “Geografia Econômica” e “A lógica das cidades”.